# Eric Rosenthal
Pour les articles homonymes, voir Rosenthal.
Eric Rosenthal, né le 10 juillet 1905 à Newlands, une banlieue de la ville du Cap (Afrique du Sud), et mort en 1983, est un historien et écrivain sud-africain.

## Biographie
Eric Rosenthal naît en juillet 1905 à Newlands (Le Cap), dans la colonie du Cap.
Il étudie comme avocat et travaille comme journaliste.
Il est membre des Three Wise Men dans Test the Team, une émission de quiz de longue date de Springbok Radio.
Rosenthal est crédité pour son aide dans la rédaction du premier lot de Did You Know? pour Chappies (en).

## Publications
- Memories & Sketches
- From Drury Lane to Mecca
- Old Time Survivals in South Africa
- Stars and Stripes in Africa
- The Fall of Italian East Africa
- Fortress on Sand
- General Dan Pienaar
- Japan's Bid for Africa
- General de Wet
- Gold Bricks and Mortar
- African Switzerland
- The South African Saturday Book
- Homes of the Golden City
- They Walk in the Night
- Pinelands
- South African Jews in World War II
- Shovel and Sieve
- Here are Diamonds
- The Hinges Creaked
- Shelter from the Spray
- Shells to Shillings
- Other Men's Millions
- Cutlass and Yardarm
- Today's News Today
- The Changing Years
- River of Diamonds
- Overdrafts and Overwork
- Apology Refused
- Heinrich Egersdörfer:an Old-Time Sketch Book
- Tankards and Tradition
- E Rosenthal, Encyclopaedia of Southern Africa, Frederick Warne and Co. Ltd, 1961 (LCCN 61015433)
- Schooners and Skyscrapers
- South African Surnames
- E Rosenthal, Southern African Dictionary of National Biography, Frederick Warne and Co. Ltd, 1966 (OCLC 390499, LCCN 66015690)
- History of Fish Hoek 1818-1968
- Gold! Gold! Gold!
- Meet Me at the Carlton
- You Have Been Listening
- The Rand Rush
- Victorian South Africa
- Eric Rosenthal, Total's Book of Southern African Records, 1975, 160 p. (ISBN 0-620-01923-9, OCLC 3483123)
- The Best of Eric Rosenthal
- Fish Horns and Hansom Cabs
- Rustenburg Romance
- 160 Years of Cape Town Printing
- On Change Through the Years
- 50 Years of the Cape Town Orchestra
- 50 Years of Healing
- 300 Years of the Castle at Cape Town
- The Story of The Cape Jewish Orphanage publié en 1961